# Het Onbekende
Het Onbekende is een Nederlands televisieprogramma dat op 12 mei 2023 voor het eerst werd uitgezonden op RTL 4. Het eerste seizoen bestaat uit acht afleveringen en is geproduceerd door het mediabedrijf IDTV. De presentatie van het programma is in handen van Renze Klamer.

## Seizoen 1
In het eerste seizoen van het programma gaan veertien kandidaten verdeeld over twee teams op competitief avontuur in Slovenië.  De deelnemers stemden vooraf in om deel te nemen aan een avontuurprogramma, terwijl verder alles onbekend is. Zo krijgen ze niets te horen over de inhoud van het programma, de spelregels of de datum en tijd waarop het spel zou beginnen. Het ene team bestaat uit zeven bekende Nederlanders en het andere team uit onbekende Nederlanders.  Het doel van het spel is om als team met een koffertje met 25.000 euro zo snel mogelijk als eerste een eindpunt te bereiken. Tijdens deze reis, die verdeeld is in etappes, moet ieder team steeds kiezen tussen ‘het bekende’ of ‘het onbekende’. Bij elke etappe valt ook bij beide teams een teamlid af. De teams moeten ook hierbij kiezen tussen een bekende eliminatie, waarbij ze iemand weg moeten stemmen of een onbekende eliminatie. Het team dat voor de onbekende eliminatie kiest, krijgt pas op het moment hiervan te horen op welke manier deze zal plaatsvinden. Dit gebeurt dan meestal via een spel dat ze moeten spelen op een onbekende locatie waar ze dan naartoe worden gestuurd. Het team dat de etappe wint mag als eerste kiezen. Voor het andere team blijft dan de andere keuze over. Dit wordt hun dan per brief meegedeeld.
De deelnemers weten dat er een ander team is waartegen zij strijden, echter wie dat zijn is voor hen onbekend. Ook de presentator van het programma blijft voor hen onbekend. Renze communiceert met de teams via op een cassettebandje opgenomen boodschappen waarbij zijn stem is vervormd. Voor het afspelen van deze boodschappen beschikken beide teams over een cassetterecorder die ook in de koffer aanwezig is. De opdrachten worden naar de teams overgebracht door twee bodyguards. Een van de bodyguards wordt gespeeld door Roel van Mierlo.

## Seizoen 2
Het tweede seizoen speelt zich af in Bulgarije. Dit seizoen wordt het spel alleen met onbekende deelnemers gespeeld.  Deze spelen aanvankelijk met z'n allen en moeten daarna zelf de twee teams samenstellen. Ze spelen zelf het te winnen geld bij elkaar. Hiertoe krijgen ze tijdens de reis door Bulgarijë diverse dilemma's voorgeschoteld, waarbij ze steeds moeten kiezen tussen "Bekend" en "Onbekend". Beide teams krijgen hierbij dezelfde dilemma's. Zodra een opdracht slaagt, verdienen ze een geldbedrag. Voor "Bekend" is dat een laag bedrag en voor "Onbekend" een hoog bedrag. Als de opdracht mislukt, blijven ze met lege handen. Het team dat in totaal het meeste geld verdient wint en speelt de finale. De cassetterecorders zijn in dit seizoen vervangen door speciale koffers, waarmee Renze rechtstreeks kan communiceren met de teams. Ook kunnen de teams hiermee hun keuze bij de dilemma's en de eliminatie elektronisch doorgeven aan Renze. Ze maken deze keuze door in de koffer te drukken op "Bekend" of "Onbekend", waarna ze te horen krijgen op welke manier de opdracht of de eliminatie gaat plaatsvinden. Net als in seizoen 1 geldt dat bij de eliminatie slechts één team mag kiezen en daarna de andere optie overblijft voor het andere team. Dit word dan niet per brief, maar via de koffer meegedeeld aan het andere team. Bij dit seizoen ontbreken dan ook de bodyguards.
Het format van de show is verkocht aan België en Frankrijk.

## Resultaten Seizoen 1
Locatie Slovenië
Uitzendingen12 mei – 30 juni 2023 - tijdslot: vrijdag 20:00 uur (tot en met vrijdag 2 juni), 20:30 uur (vanaf vrijdag 9 juni)
PresentatieRenze Klamer
Geldbedrag€ 25.000
Team Bekend
| Nr.                      | Deelnemer                             | Afl. 1   | Afl. 2 | Afl. 3   | Afl. 4 | Afl. 5 | Afl. 6   | Afl. 7   | Afl. 8 | Opmerking           |
| ------------------------ | ------------------------------------- | -------- | ------ | -------- | ------ | ------ | -------- | -------- | ------ | ------------------- |
| 3/4                      | Arno Kantelberg (53, journalist)      |          |        |          |        |        |          |          | [ a ]  | Verliezend finalist |
| 3/4                      | Freek Bartels (35, musicalacteur)     |          |        |          |        |        |          |          | [ a ]  | Verliezend finalist |
| 5/6                      | Mischa Blok (47, radio-presentatrice) |          |        |          |        |        |          |          |        | Afvaller 9/10       |
| 7/8                      | Ronald Mulder (36, schaatser)         |          |        |          |        |        |          |          |        | Afvaller 7/8        |
| 9/10                     | Steven Kazàn (36, goochelaar)         |          |        |          |        |        |          |          |        | Afvaller 5/6        |
| 11/12                    | Iris Frederix (40, kunstschilder)     |          |        |          |        |        |          |          |        | Afvaller 3/4        |
| 13/14                    | Pia Douwes (57, musicalactrice)       |          |        |          |        |        |          |          |        | Afvaller 1/2        |
| Winst/verlies aflevering | Winst/verlies aflevering              |          |        |          |        |        |          |          |        | (3x winst)          |
| Eliminatie               | Eliminatie                            | Onbekend | Bekend | Onbekend | Bekend | Bekend | Onbekend | Onbekend | -      | (3 vs. 4)           |

Team Onbekend
| Nr.                      | Deelnemer                            | Afl. 1 | Afl. 2   | Afl. 3 | Afl. 4   | Afl. 5   | Afl. 6 | Afl. 7 | Afl. 8 | Opmerking        |
| ------------------------ | ------------------------------------ | ------ | -------- | ------ | -------- | -------- | ------ | ------ | ------ | ---------------- |
| 1                        | Ruud (32, beleidsadviseur onderwijs) |        |          |        |          |          |        |        |        | Winnaar, €24.000 |
| 2                        | Rein (27, videograaf)                |        |          |        |          |          |        |        |        | Winnaar, €1.000  |
| 5/6                      | Mabel (24, brandweervrouw)           |        |          |        |          |          |        |        |        | Afvaller 9/10    |
| 7/8                      | Vincent (52, horeca-ondernemer)      |        |          |        |          |          |        |        |        | Afvaller 7/8     |
| 9/10                     | Nikta (29, jurist)                   |        |          |        |          |          |        |        |        | Afvaller 5/6     |
| 11/12                    | Ricky (41, ambtenaar)                |        |          |        |          |          |        |        |        | Afvaller 3/4     |
| 13/14                    | Bart (51, it-manager)                |        |          |        |          |          |        |        |        | Afvaller 1/2     |
| Winst/verlies aflevering | Winst/verlies aflevering             |        |          |        |          |          |        |        |        | (5x winst)       |
| Eliminatie               | Eliminatie                           | Bekend | Onbekend | Bekend | Onbekend | Onbekend | Bekend | Bekend | -      | (4 vs. 3)        |

 Kandidaat is nog in het spel.
 Kandidaat moest deze aflevering het spel verlaten.
 Kandidaat ligt uit het spel.
 Kandidaat werd weggestemd (door het andere team), maar keerde de volgende aflevering terug.
 Kandidaat werd weggestemd, maar hoefde het spel niet te verlaten.
 Kandidaat speelde geen eliminatie en ging automatisch door.
1. 1 2  Arno en Freek verloren het duel van Rein en Ruud en vielen af.
2. ↑  Bij de bekende eliminatie kregen Mabel en Ruud tot tweemaal toe twee stemmen. Omdat er geen meerderheid was, werd alsnog een onbekende eliminatie ingezet. Hierbij verloor Vincent het spel.

## Resultaten Seizoen 2
Locatie Bulgarije
Uitzendingen31 oktober – 19 december 2024 - tijdslot: donderdag 20:30 uur
PresentatieRenze Klamer
Geldbedrag€ 20.200
Team Blauw
| Nr.                       | Deelnemer                        | Afl. 1   | Afl. 2 | Afl. 3 | Afl. 4 | Afl. 5   | Afl. 6  | Afl. 7  | Afl. 8  | Opmerking           |
| ------------------------- | -------------------------------- | -------- | ------ | ------ | ------ | -------- | ------- | ------- | ------- | ------------------- |
| 1                         | Will (58, behandelaar ggz)       |          |        |        |        |          |         |         | [ c ]   | Winnaar, €20.200    |
| 2                         | Soraya (32, kantinemedewerker)   |          |        |        |        |          |         |         | [ c ]   | Verliezend finalist |
| 5/6                       | Gerben (56, financieel adviseur) |          |        |        |        |          |         |         |         | Afvaller 11/12      |
| 7/8                       | Nadine (30, onderzoekend arts)   |          |        |        |        |          |         |         |         | Afvaller 9/10       |
| 9/10                      | Marloes (46, creatief coach)     |          |        |        |        |          |         |         |         | Afvaller 7/8        |
| 11/12                     | Isa (24, leerkracht & model)     |          |        |        |        |          |         |         |         | Afvaller 5/6        |
| 13/14                     | Robin (44, model)                |          |        |        |        |          |         |         |         | Afvaller 3/4        |
| Winst/verlies aflevering  | Winst/verlies aflevering         | [ d ]    |        | [ e ]  | -      |          |         |         | [ c ]   | (5x winst)          |
| Eliminatie                | Eliminatie                       | Onbekend | Bekend | Bekend | -      | Onbekend | Bekend  | Bekend  | -       |                     |
| Groepspot eind aflevering | Groepspot eind aflevering        | €700     | €3.650 | €4.150 | €7.400 | €9.400   | €12.400 | €15.700 | €20.200 |                     |

Team Oranje
| Nr.                       | Deelnemer                                         | Afl. 1   | Afl. 2   | Afl. 3   | Afl. 4 | Afl. 5 | Afl. 6   | Afl. 7   | Afl. 8  | Opmerking      |
| ------------------------- | ------------------------------------------------- | -------- | -------- | -------- | ------ | ------ | -------- | -------- | ------- | -------------- |
| 3/4                       | Birrighinde (32, senior recruiter)                |          |          |          |        |        |          |          | [ c ]   | Afvaller 13/14 |
| 3/4                       | Zineb (27, contentmarketing specialist)           |          |          |          |        |        |          |          | [ c ]   | Afvaller 13/14 |
| 5/6                       | Greetje (54, verpleegkundige & sportinstructrice) |          |          |          |        |        |          |          |         | Afvaller 11/12 |
| 7/8                       | Noud (35, verzorgende IG)                         |          |          |          |        |        |          |          |         | Afvaller 9/10  |
| 9/10                      | Daniël (50, personeelsplanner & ex-militair)      |          |          |          |        |        |          |          |         | Afvaller 7/8   |
| 11/12                     | Cheima (30, marketing- & contentspecialist)       |          |          |          |        |        |          |          |         | Afvaller 5/6   |
| 13/14                     | Samary (24, eigenaar hamburgerzaak)               |          |          |          |        |        |          |          |         | Afvaller 3/4   |
| Winst/verlies aflevering  | Winst/verlies aflevering                          | [ d ]    |          | [ e ]    | -      |        |          |          | [ c ]   | (1x winst)     |
| Eliminatie                | Eliminatie                                        | Onbekend | Onbekend | Onbekend | -      | Bekend | Onbekend | Onbekend | -       |                |
| Groepspot eind aflevering | Groepspot eind aflevering                         | €600     | €2.500   | €3.000   | €6.250 | €8.750 | €8.850   | €9.600   | €14.850 |                |

Overige kandidaten
| Nr. | Deelnemer                    | Afl. 1 | Afl. 2 | Afl. 3 | Afl. 4 | Afl. 5 | Afl. 6 | Afl. 7 | Afl. 8 | Opmerking  |
| --- | ---------------------------- | ------ | ------ | ------ | ------ | ------ | ------ | ------ | ------ | ---------- |
| 15  | Sjaqiel (26, client advisor) |        |        |        |        |        |        |        |        | Afvaller 2 |
| 16  | Mitch (30, recruiter)        |        |        |        |        |        |        |        |        | Afvaller 1 |

 Kandidaat is nog in het spel.
 Kandidaat moest deze aflevering het spel verlaten.
 Kandidaat ligt uit het spel.
 Kandidaat verloor de eliminatie, maar hoefde het spel niet te verlaten.
 Kandidaat verloor de eliminatie, maar keerde de volgende aflevering terug ten koste van een andere kandidaat.
 Kandidaat wisselde van team.
1. 1 2  De uitslag van de eliminatie van aflevering 2 werd getoond in aflevering 3.
2. 1 2  De uitslag van de eliminatie van aflevering 3 werd getoond in aflevering 4.
3. 1 2 3 4 5 6  Team Blauw veroverde in het spel meer geld dan Team Oranje. Hierdoor gingen Soraya en Will naar de finale en vielen Birrighinde en Zineb af. In de finale won Will van Soraya.
4. 1 2  De kandidaten waren in aflevering 1 nog niet opgesplitst. Bij de eerste opdracht kon individueel geld verdiend worden. Bij de groepsopdracht werd geen geld verdiend.
5. 1 2  Beide teams verdienden in aflevering 3 elk €500. Doordat Team Blauw de hoogste totale groepspot had, won dit team de aflevering.